# Simone Saltarelli
Simone Saltarelli (1261-1342), procurateur général de l’Ordre des Dominicains, évêque de Parme, puis archevêque de Pise, est le fils cadet de Guidone Saltarelli de Monte di Croce ou Montedicroce, fief florentin, sur une colline de Pontassieve, dans la basse vallée du Sieve. Le château, lui-même, avait été quasiment détruit par les Florentins, en 1154, lors de la guerre contre le comte Guidi, seigneur du haut Casentino. Devenu propriété des évêques de Florence à partir de 1227, Guido, qui en eut la châtellenie, porta ce nom puis, avec sa famille, vint s'installer à Florence dans le quartier de San Piero Scheraggio,.

## Biographie
Simone naquit à Florence en 1261. Son frère aîné Lapo Saltarelli, juriste de renom, fut cité par Dante dans sa Divine Comédie. 

### Un séjour de dix ans à Avignon
À l’âge de vingt ans, Simone entra au couvent des dominicains de Santa Maria Novella. Il en devint le prieur puis fut nommé procurateur général de son ordre en 1314. Ce fut à ce titre qu’il s’installa au Siège Apostolique d’Avignon auprès de Clément V.
Jean XXII le nomma évêque de Parme le 7 septembre 1316, puis six ans plus tard archevêque de Pise. Il reçut le pallium des mains des cardinaux diacres Napoléon Orsini, Giacomo Stefaneschi et Luca Fieschi, le 6 juillet 1323. 
Il profita de son séjour avignonnais pour obtenir du pape des prébendes pour ses neveux Lapo et Donato, fils de Bino Saltarelli. Le 20 janvier 1317, le premier devenait prébendier de l’église de Ferrare, le second de celle de Vérone. Ce même jour, une bulle pontificale lui accordait le droit de tester et de nommer les évêques de Vérone, Mantoue et Reggio.  

### En butte à l’empereur et à son antipape
En septembre 1324, Simone Saltarelli prit possession de son siège archiépiscopal. Il fut contraint de quitter Pise, le 11 octobre 1327, au moment où l'empereur Louis de Bavière arriva avec son armée pour en découdre avec les guelfes et les fidèles du Souverain Pontife. 

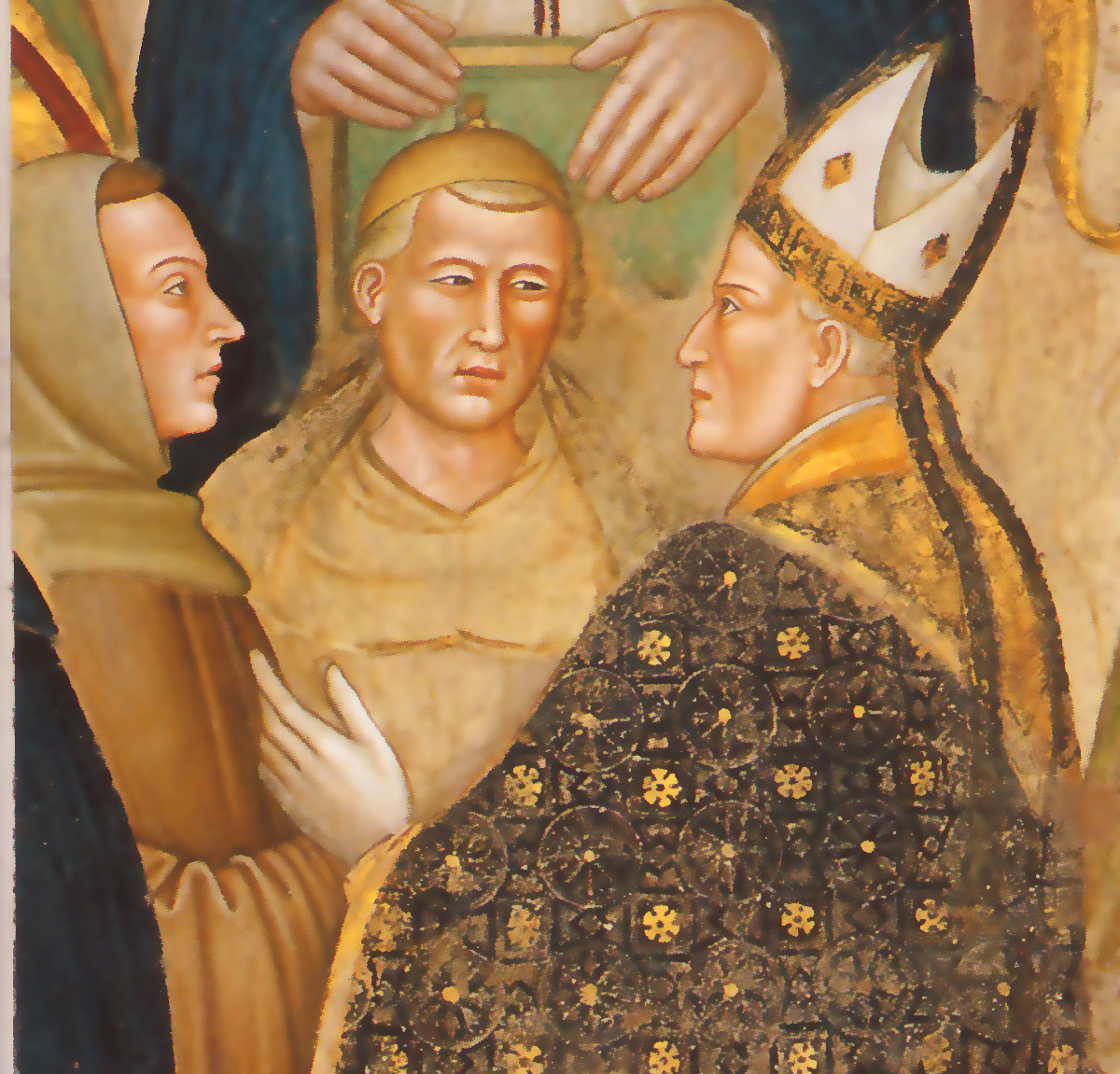
Simone Saltarelli, archevêque de Pise, admonestant Michel de Césène et Guillaume d'Occam

En Avignon, une algarade entre Michel de Césène et le pontife  déclenche une tempête. Le 9 avril 1327, Jean XXII se permet de traiter le général des franciscains de « tyran, fauteur d’hérésie et serpent réchauffé dans le sein de l’Église ». Assigné à résidence, Césène s’attend à être arrêté à tout moment. C’est alors que l’on apprend à la Cour pontificale que Louis de Bavière et ses troupes impériales sont entrés en Italie. Arrivé à Trente, l'empereur déclare que Jean XXII – qu’il n’appelle plus que le « prêtre Jean » ou « Jacques de Cahors » – est hérétique et indigne du trône de saint Pierre. Puis il quitte le Trentin le 15 mars pour rejoindre la Lombardie.
Le 27 mai, Michel de Césène et Guillaume d'Occam, accompagnés de François d’Ascoli, Bonagrazia de Bergame et Henri de Talheim, s’éclipsent d’Avignon. À Aigues-Mortes, ils sont rejoints par le cardinal Pierre d'Arrablay qui tente de les convaincre de retourner dans la cité papale. Sa mission échoue. Les cinq franciscains embarquent et passent par Pise au cours du mois de juin 1327. L’archevêque pisan Simone Saltarelli en informe aussitôt le Siège apostolique d’Avignon. Le 11 octobre 1327, alors que Louis de Bavière entre dans Pise, Simone Saltarelli quitte la ville avec ses familiers et nombre de clercs. Il se réfugie à Sienne, puis à Massa Maritima le 7 janvier 1328, et ensuite à Florence ; pour terminer, il s'installe à Avignon auprès du pape. 
Pendant ce temps, le Bavarois fait élire l’antipape Nicolas V. Celui-ci, dans la cathédrale pisane, le 19 février 1329, excommunie le pape Jean XXII. Pour cela Pise fut frappée d’interdit. 
Après le départ de l’empereur, l’archevêque Simone peut rentrer à Pise le 17 juin 1329, où il convainquit l’antipape de se rendre à Avignon pour obtenir son pardon.

### Son mécénat

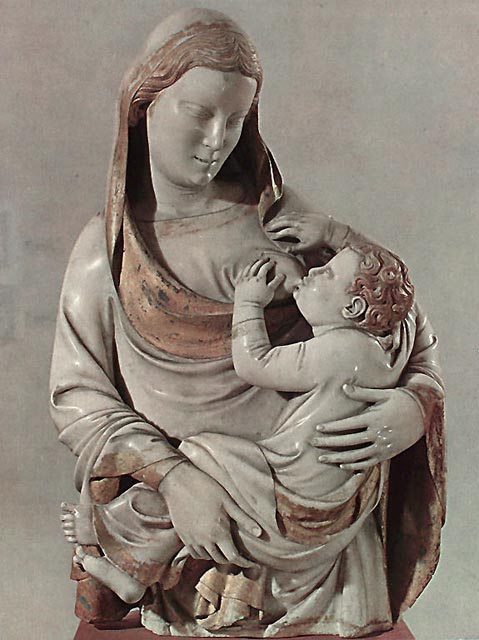
Madonna del latte
par Nino Pisano

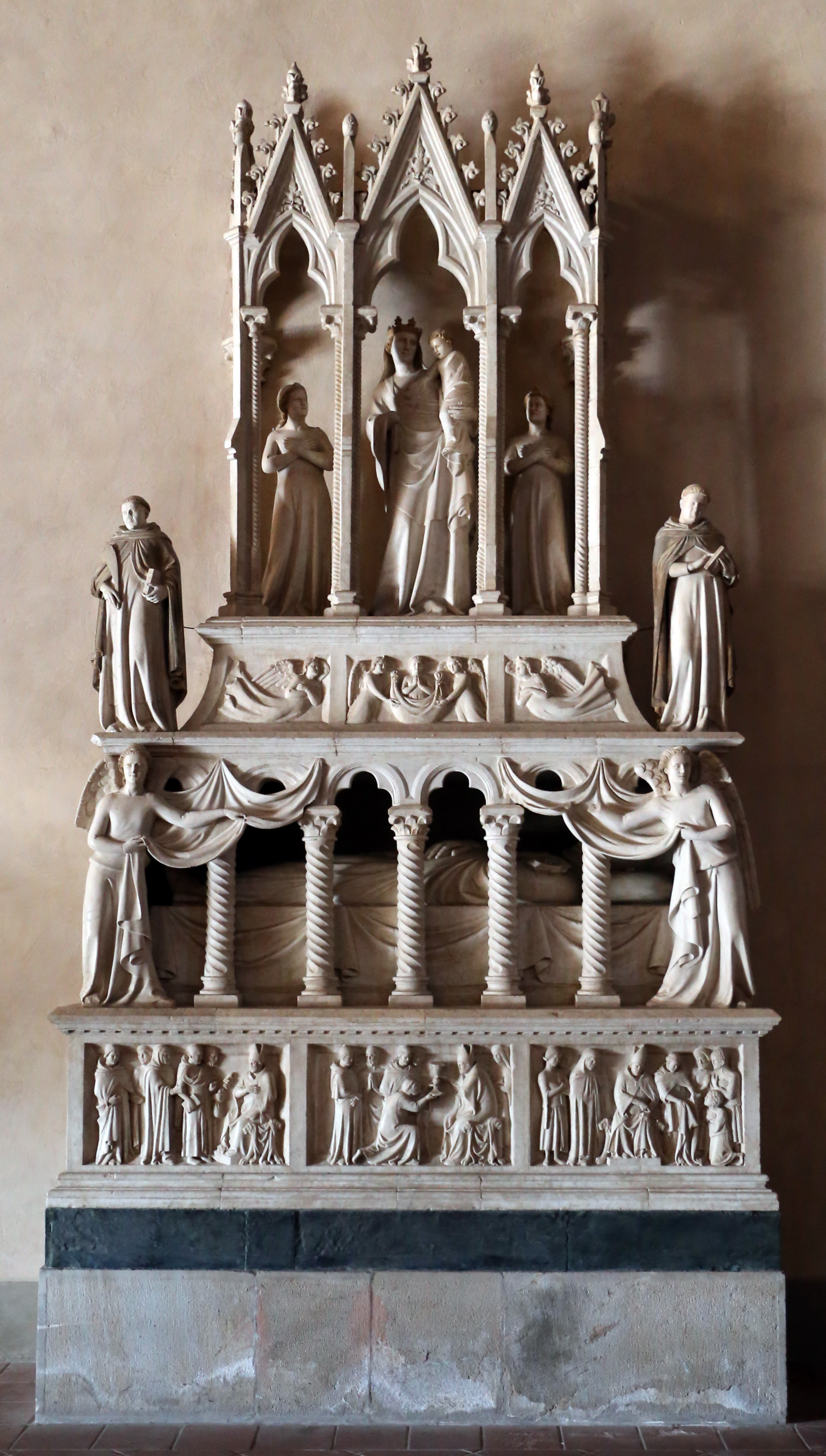
Tombe et gisant de Simone Saltarelli
par Andrea Pisano
à Sainte-Catherine de Pise

Simone Saltarelli fit restaurer son couvent de Santa Maria Novella à Florence et construire la célèbre Chapelle des Espagnols. Il fut aussi et surtout le commanditaire des fresques du Camposanto de Pise. Contrairement à une idée reçue, ces fresques ne furent pas réalisées après les ravages de la Peste Noire en 1348, mais vers 1336. L'archevêque fit appel à Buonamico Buffalmacco, ce peintre florentin était déjà à Parme lors l’épiscopat de Simone Saltarelli et l’avait suivi à Pise.
Simone Saltarelli, en 1320, chargea le dominicain Jacopo di Nipozzano des travaux d’embellissement de Santa Maria Novella à Florence. Il fut le maître d’œuvre de la Chapelle des Espagnols (capellonne de’Spagnuoli) et fit ériger le campanile entre 1328 et 1334. Pour l’ensemble de son œuvre, il reçut 4 000 florins. Ce fut Andrea di Bonaiuto qui réalisa les célèbres fresques en 1365.   
Toujours à Pise, au début de l’année 1327, il fit réaliser la belle façade de l’église dominicaine Sainte-Catherine à la demande du prieur fra Jacopo Donati. En 1334, il autorisa les moines convers à mettre en chantier l’église de Sainte-Marthe qui fut achevée à la veille de sa mort. En 1338, il consacra la chapelle de sainte Agathe et saint Paul à Ripa d’Arno. Enfin, il finança la reconstruction et la restauration de son palais archiépiscopal qu’il fit orner de ses blasons en marbre sculpté et polychrome. 
L’archevêque mourut le dimanche 24 septembre 1342 et fut inhumé dans l’église conventuelle de Sainte-Catherine où son tombeau réalisé par Nino et Andrea Pisano est l’un des chefs-d’œuvre de la statuaire du XIVe siècle. Son neveu Andrea, fils de Bino Saltarelli, pour respecter la volonté de son oncle, fit terminer en 1349 un somptueux monument funéraire de marbre qui est l’œuvre majeure d’Andrea Pisano. Le grand gisant de l’archevêque enveloppé dans un pluvial présente une finesse de trait rare dans la statuaire du XIVe siècle. Ce tombeau fut endommagé pendant l’incendie de 1650 et transportée en 1680 sous la porte de la sacristie. La Madonna del latte, statue de marbre polychrome, qui ornait ce monument avait été réalisée vers 1345 par Nino Pisano, fils d’Andrea. Ce chef-d’œuvre de la sculpture gothique est aujourd’hui l’un des joyaux du Museo Nazionale di San Matteo de Pise. Il fut très lié avec l'écrivain religieux Bartolomeo da San Concordio.
L’Église compte l’archevêque Simone Saltarelli parmi ses bienheureux,.

### Héraldique
| Saltarelli | Blason de Simone Saltarelli d'azur à un mont de six coupeaux d'argent surmonté d'une croix pattée d'or |